# Davajī
Davajī (persiska: دَوَجی) är en ort i Iran.   Den ligger i provinsen Golestan, i den norra delen av landet, 400 km nordost om huvudstaden Teheran. Davajī ligger 112 meter över havet och antalet invånare är 335.
Terrängen runt Davajī är platt åt nordväst, men åt sydost är den kuperad. Runt Davajī är det ganska glesbefolkat, med 48 invånare per kvadratkilometer. Närmaste större samhälle är Kalāleh, 9,2 km söder om Davajī. Trakten runt Davajī består till största delen av jordbruksmark.